# Article 88-7 de la Constitution de la Cinquième République française
Article 88-6 Article 89
L'article 88-7 de la Constitution de la Cinquième République française, crée lors de la révision constitutionnelle de 2008, permet au parlement français de s'opposer à des décisions prises par le conseil européen.

## Texte
« Par le vote d'une motion adoptée en termes identiques par l'Assemblée nationale et le Sénat, le Parlement peut s'opposer à une modification des règles d'adoption d'actes de l'Union européenne dans les cas prévus, au titre de la révision simplifiée des traités ou de la coopération judiciaire civile, par le traité sur l'Union européenne et le traité sur le fonctionnement de l'Union européenne, tels qu'ils résultent du traité signé à Lisbonne le 13 décembre 2007. »
— Article 88-7 de la Constitution du 4 octobre 1958

## Contenu
Le parlement peut s'opposer à des décisions de l'Union européenne, notamment issues de la procédure législative ordinaire ou requérants une majorité qualifiée, qui traitent de révision des traités, même simplifiée. Il s'agit donc d'un pouvoir de blocage de décisions du Conseil européen ou du Conseil de l'Union européenne,.
Le juriste Guy Carcassonne remarque que le traité de Lisbonne a entériné une capacité de blocage plus forte des États. En plus du droit de véto du Parlement européen, et de l'exigence d'une décision du Conseil prise à l'unanimité, le traité offre aux assemblées nationales la possibilité de s'opposer à une modification.